# Aéroport international de Maseru
L'aéroport international de Maseru, ou Moshoeshoe I International Airport (code IATA : MSU • code OACI : FXMM) est un aéroport domestique et international desservant la ville de Maseru, capitale du district de Maseru ainsi que du Lesotho en Afrique.  
L'aéroport se trouve sur la commune de Mazenod (en) à environ 18 km au sud-est de Maseru.
La seule destination desservie est Johannesbourg.

## Situation
| \| 50 km1:5 575 000 \| Moshoeshoe I Mokhotlong Mejametalana Qacha's Nek Semonkong |
| 50 km1:5 575 000                                                                  |

## Compagnies et destinations
| Compagnies | Destinations           |
| ---------- | ---------------------- |
| Airlink    | Johannesbourg OR Tambo |

Actualisé le 2/12/2023